# Villita de Abajo
Villita de Abajo är en ort i Mexiko.   Den ligger i kommunen Jalpa och delstaten Zacatecas, i den centrala delen av landet, 500 km nordväst om huvudstaden Mexico City. Villita de Abajo ligger 1 481 meter över havet och antalet invånare är 197.
Terrängen runt Villita de Abajo är huvudsakligen kuperad, men den allra närmaste omgivningen är platt. Runt Villita de Abajo är det ganska glesbefolkat, med 26 invånare per kvadratkilometer. Närmaste större samhälle är Jalpa, 8,4 km söder om Villita de Abajo. Omgivningarna runt Villita de Abajo är en mosaik av jordbruksmark och naturlig växtlighet.